# 聚四氟乙烯
聚四氟乙烯（英語：Polytetrafluoroethylene，縮寫為），俗稱“塑膠王”，商标名（中文譯名各地相異：中國大陸譯為特富龙，香港譯為特氟龍，台灣民間一般譯為鐵氟龍、教科書則譯為特夫綸，Teflon也同時作為同樣是氟聚合物的FEP、PFA的商標），這種材料的產品一般統稱作「不粘涂层」/「易潔鑊物料」；是一種使用了氟取代聚乙烯中所有氢原子的人工合成高分子材料。这种材料具有抗酸抗鹼、抗各种有机溶剂的特点，几乎不溶于所有溶剂。同时，聚四氟乙烯具有耐高温的特点，它的摩擦系數極低，所以可作润滑作用之餘，亦成為了不沾鍋和水管內層的理想塗料。

## 历史
聚四氟乙烯是由杜邦公司的美國化學家罗伊·J·布朗克（Roy J. Plunkett, 1910–1994）於1938年意外發現。在他嘗試製作新的氯氟碳化合物冷媒時，四氟乙烯在高壓儲存容器中聚合（容器內壁的鐵成為聚合反應的催化劑）。杜邦公司在1941年取得專利，並於1944年以「Teflon」的名稱註冊商標。
如今聚四氟乙烯已经被广泛应用于生产与生活上许多领域，也有部分應用於軍事科技武器方面。如美軍M4A1卡賓槍機匣內部的槍機總成，鍍上一層聚四氟乙烯來增強武器壽限。

## 應用

聚四氟乙烯的结构

聚四氟乙烯广泛应用于各种需要抗酸碱和有机溶剂的场合，并被用来制作不沾鍋以及干式变压器。聚四氟乙烯質地柔软，因此经常用于涂层。它刚被研究出来时的主要使用领域是高温的发射火箭的内壁涂层。聚四氟乙烯也是生料带的主要成分。

## 性质

### 物理性质
聚四氟乙烯在室溫下為白色固體，密度約為2.2克/立方公分。根據杜邦公司的記載，其熔點為327℃（620.6℉），但於260℃（500℉）以上就會變質。它的摩擦係數為小於或等於0.1，是已知摩擦係數最小的固體物質。聚四氟乙烯的机械性质较软。具有非常低的表面能。
- 密度：2.1–2.3 g/cm³

### 化学性质
- 耐腐蚀性：能够承受除了熔融的碱金属、氟化介质以及熔融强碱之外的所有强酸（包括氟锑酸、王水）、强碱、强氧化剂、还原剂和各种有机溶剂的作用。
- 绝缘性：不受环境及频率的影响，电阻率可达1018欧姆·厘米，介质损耗小，击穿电压高。
- 耐高低温性：对温度的影响变化不大，温域范围广，可使用温度 -190~260 ℃。
- 自润滑性：具有塑料中最小的摩擦係數，是理想的无油润滑材料。
- 表面不粘性：已知的固体材料都不能粘附在表面上，是一种表面能最小的固体材料。
- 耐大气老化性，耐辐照性能和较低的渗透性：长期暴露于大气中，表面及性能保持不变。
- 不燃性：限氧指数[6]在90以下。

### 毒性
聚四氟乙烯在常态下是无毒的，但当聚四氟乙烯烹调器具在温度达到260℃（500℉）之后便會开始变质，并且在350℃（660℉）之上开始分解。杜邦公司在《有关使用杜邦特富龙不粘涂层炊具的重要知识》中说明惰性的聚四氟乙烯在温度达到260℃后会发生化学变化。
比较而言，在烹煮油、脂与奶油时，温度到达约200℃（392℉）将产生烧焦与烟，而肉通常在200℃–230℃（400℉–450℉）之间烧焦，然而若将空的烹调器具放置于炉火上，一不经意，便很容易超出这个温度。
在1959年（在美國食品及藥物管理局批准食物调理器具物质之前）的一份研究中显示，涂层锅在乾燒（沒有食物在鍋內）时所产生的气体中的毒性，较烹煮一般食用油所产生的气体中的毒性低。

### 制程中的致癌物质
美國環境保護署在2005年的科学咨询议会中发现，在生产聚四氟乙烯过程中使用的原料之一全氟辛酸（PFOA）可能具有致癌性。这个发现到目前为止仍未有定论。另外，杜邦公司曾因该物质污染地下水，而遭到其位于俄亥俄州与西维吉尼亚州工厂外围的居民控告。美国环保署的检测人员至少在后一工厂的1名怀孕女工体内发现PFOA，而且女工腹中胎儿已经受到影响，但杜邦公司隐瞒了这一检测结果。不过，环保署提起的关于违反《有毒物质控制法案》和《资源保护法》的8项指控，被杜邦于2004年以1650万美元和解。到目前为止，该物质尚未受到美国环境保护署规范。
在2006年1月，杜邦公司，身为美国唯一一家生产PFOA的公司，同意于2015年达到减少其工厂对于该化学物质的排放，但不愿承诺逐步完全淘汰使用该化学物质。此协议不仅适用于使用PTFE的煮食器具，也包含了食品包装与铺料。杜邦公司同时声明，他们无法在生产PTFE中不使用PFOA，但他们会寻求替代品。2015年起，杜邦已经在生产PTFE中停止使用PFOA。
PFOA仅于制程中使用——并于硬化程序后，仅留下非常微量的PFOA。杜邦公司声称，在其适当的硬化程序后，锅具上所残留的PFOA已是微量到无法测量。

## 相关文艺作品
- 《黑水風暴》，2019年上映于美国的电影。[7]

### 引用
1. ↑  .   [2012-07-12]. （原始内容存档于2017-12-22）.
2. ↑  Roy J. Plunkett （页面存档备份，存于） Chemical Heritage Foundation. Retrieved 10 September 2006.
3. ↑  Dupont.com （页面存档备份，存于） - The story of Teflon
4. ↑  Fluoropolymer Comparison - Typical Properties （页面存档备份，存于） www2.dupont.com. Retrieved 10 September 2006.
5. ↑  .   [2011-12-26]. （原始内容存档于2016-02-21）.
6. ↑  . 国家信息传输线质量监督检验中心.   [2017-07-10]. （原始内容存档于2013-09-26）.
7. ↑  . 搜狐网.   [2020-09-26]. （原始内容存档于2022-06-11）.

## 外部連結
- PFOA Facts (Society of the Plastics Industry, Inc.（SPI）, 2005）. PFOA Facts
- The Chemical Heritage Foundation (2000). Roy J. Plunkett. Retrieved Oct 7, 2005.
- DuPont Teflon PTFE Material Data Sheet（页面存档备份，存于）  Retrieved Sept 6, 2006
- 杜邦公司 (2005). Teflon News and Information. Retrieved Oct 7, 2005.
- 杜邦公司 (2005). Information on PFOA（页面存档备份，存于）.  Retrieved Oct 12, 2005.
- PTFE vs FEP vs PFA vs ETFE vs PVDF The differences in Teflon tubing